# Ronde van Fatih Sultan Mehmet
De Ronde van Fatih Sultan Mehmet was een meerdaagse wielerwedstrijd die in 2018 werd verreden in het Europese deel van Turkije en maakte deel uit van de UCI Europe Tour, met de categorie 2.2. De wedstrijd werd georganiseerd ter ere van Mehmet II. De eerste editie werd gewonnen door Ğalım Axmetov, de tweede editie werd geannuleerd.

## Lijst van winnaars

### Overwinningen per land
| Overwinningen | Land       |
| ------------- | ---------- |
| 1             | Kazachstan |

2005 · 
2006 · 
2007 · 
2008 · 
2009 · 
2010 · 
2011 · 
2012 · 
2013 · 
2014 · 
2015 · 
2016 · 
2017 ·
2018 ·
2019 ·
2020 ·
2021 ·
2022 ·
2023 ·
2024 ·
2025
Belangrijkste etappewedstrijden

Internationaal Wegcriterium · Driedaagse Brugge-De Panne · Ronde van de Alpen · Vierdaagse van Duinkerke · Ronde van Beieren · Ronde van Noorwegen · Ronde van België · Ronde van Luxemburg · Ronde van Oostenrijk · Ronde van Wallonië · Ronde van Burgos · Ronde van Denemarken · Arctic Race of Norway · Ronde van Groot-Brittannië
Belangrijkste eendaagse wedstrijden

Trofeo Laigueglia · GP Lugano · GP Nobili Rubinetterie · Dwars door Vlaanderen · Scheldeprijs · Brabantse Pijl · GP Kanton Aargau · Brussels Cycling Classic · GP Fourmies · Primus Classic Impanis-Van Petegem · Ronde van de Drie Valleien · Milaan-Turijn · Ronde van Piemonte · Ronde van het Münsterland · Ronde van Emilia · Parijs-Tours · GP Bruno Beghelli